# EMOTION 20周年記念テーマコレクション〜OVA&劇場編
『EMOTION 20周年記念テーマコレクション〜OVA&劇場編』（エモーション・20しゅうねんきねんテーマコレクション〜オーブイエーアンドげきじょうへん）は、2002年8月21日にVictorから発売されたコンピレーション・アルバム。

## 概要
バンダイビジュアルのEMOTIONレーベル20周年記念アルバム。CD2枚組、全28曲。
「EMOTION 20周年記念テーマコレクション〜TV編」と同時発売。

## 収録曲

### DISC 1
1. ダロスのテーマ / HORN SPECTRUM (ダロス メインテーマ)
2. 夢の中の輪舞 / 志賀真理子 (魔法のプリンセス ミンキーモモ 夢の中の輪舞 主題歌)
3. アクティブ・ハート / 酒井法子 (トップをねらえ! OPテーマ)
4. トライAgain… / 酒井法子 (トップをねらえ! EDテーマ)
5. THE WINNER / 松原みき (機動戦士ガンダム0083 STARDUST MEMORY OPテーマ)
6. MAGIC / JACOB WHEELER (機動戦士ガンダム0083 STARDUST MEMORY EDテーマ)
7. JUST FALLIN' LOVE - 幾つものせつない夜の中で / 宇田川綾子 (特捜戦車隊ドミニオン EDテーマ)
8. 風の翼 / 三重野瞳 (覇王大系リューナイト アデュー・レジェンド OPテーマ)
9. ポイント1 / 高橋由美子 (覇王大系リューナイト アデュー・レジェンド EDテーマ)
10. 溶けていく夢の果てに / 後藤弥生 (イ・リ・ア;ゼイラム THE ANIMATION OPテーマ)
11. 100mphの勇気 / 玉川紗己子 & 平松晶子 (逮捕しちゃうぞ OPテーマ)
12. ありったけの情熱で / 玉川紗己子 & 平松晶子 (逮捕しちゃうぞ EDテーマ)
13. After, in the dark - Torch song / 山根麻衣 & Gabriela Robin (MACROSS PLUS 主題歌)
14. 祈りの朝 / さいとうみわこ (シャーマニック プリンセス OPテーマ)
15. 想い出の森 / さいとうみわこ (シャーマニック プリンセス EDテーマ)
16. Future Shock / cherry (鉄腕バーディー 主題歌)

### DISC 2
1. 愛・おぼえていますか (ロング・バージョン) / 飯島真理 (超時空要塞マクロス 愛・おぼえていますか 主題歌)
2. 天使の絵の具 / 飯島真理 (超時空要塞マクロス 愛・おぼえていますか EDテーマ)
3. AKIRAのテーマ / 芸能山城組 (AKIRA テーマ)
4. VOICES / 新居昭乃 (マクロスプラス MOVIE EDITION テーマソング)
5. HEART & SOUL / EMILIA with BASARA NEKKI (マクロス7 銀河がオレを呼んでいる! 主題歌)
6. IN YER MEMORY / 石野卓球 (MEMORIES テーマ)
7. CALLING / NITRO (逮捕しちゃうぞ the MOVIE 主題歌)
8. 遠いこの街で / 皆谷尚美 (カードキャプターさくら 主題歌)
9. 明日へのメロディー / CHAKA (カードキャプターさくら 封印されたカード 主題歌)
10. 指輪 (Single Ver.) / 坂本真綾 (エスカフローネ 主題歌)
11. grace - Jinroh Main Theme - omega / 溝口肇 (人狼 JIN-ROH テーマ)
12. Ask DNA / シートベルツ (カウボーイビバップ 天国の扉 主題歌)